# گورستان باستانی امامزاده جعفر هشتگرد
گورستان باستانی امامزاده جعفر هشتگرد واقع در جنوب غربی شهر هشتگرد و محوطه امامزاده جعفر کنونی. شامل گورستانی از گورخمره‌های اشکانی با دهانه‌های نیم تا ۷۰ سانتیمتر به رنگ نخودی با اشکال نواری شکل از حلقه‌ها، مشابه دیگر گور خمره‌ها اشکانی واقع در دشت مغان و کنگاور و .. . امروزه این محوطه باستانی تبدیل به گورستان عمومی شهر گردیده‌است.